# میشل اونگه‌هویار
میشل اونگه‌هویار (آلمانی: Michel Ungeheuer; ۱۶ ژوئن ۱۸۹۰ – ۹ فوریهٔ ۱۹۶۹) بازیکن فوتبال اهل لوکزامبورگ بود.
وی همچنین در تیم ملی فوتبال لوکزامبورگ بازی کرده‌است.